# Tangará da Serra (gemeente)
Tangará da Serra is een gemeente in de Braziliaanse deelstaat Mato Grosso. De gemeente telt 81.960 inwoners (schatting 2009).
De gemeente grenst aan Campo Novo do Parecis, Pontes e Lacerda, Barra do Bugres, Nova Olímpia, Santo Afonso, Nova Marilândia, Sapezal, Campos de Júlio, Denise, Diamantino, Reserva do Cabaçal en Conquista d'Oeste.